# Worms Blast
Worms Blast es un videojuego de puzzle/acción para Windows, PlayStation 2, GameCube, Game Boy Advance y Mac OS X lanzado en 2002, desarrollado por Team17 y publicado por Ubisoft. La versión para Mac fue desarrollada y publicada por Feral Interactive.

## Gameplay
La jugabilidad es similar a la de Puzzle Bobble/Bust-a-Move, pero con varias diferencias clave. Hay una cuadrícula hexagonal de bloques de colores en la parte superior de la pantalla, mientras que el personaje del jugador se sienta en un barco flotando en el agua. A diferencia de Puzzle Bobble, es capaz de moverse de lado a lado. Hay varias armas que se pueden utilizar, sin embargo, la única arma que el jugador tiene que empezar es una bazuca. Al igual que en Worms, manteniendo presionado el botón de fuego aumenta la potencia detrás del lanzamiento del arma, afectando hasta dónde viajará. Es posible disparar otras armas, como la granada y la dinamita, lo que permite a los jugadores llegar a zonas difíciles.
Los bloques de disparo tendrán uno de dos efectos:
- Si el jugador golpea un bloque que es del mismo color que la bazuka, o es un bloque de arco iris, ese bloque y cualquier otro bloque de color o arco iris conectado a él será destruido. Cualquier bloque que no sea del mismo color no se verá afectado; Sin embargo, si lo único que sostenía esos bloques era los bloques de colores que acababan de destruirse, esos bloques caerían en el agua.
- Si el jugador golpea un bloque que es un color diferente que la bazooka, o es un "bloque muerto" - un bloque gris incoloro, - será recoloured para que coincida con el misil.

(Las armas son afectadas de manera diferente por otros bloques.)

## Modo puzzle (rompecabezas) de un solo jugador
En este modo, el jugador viaja alrededor del mundo (en un método que recuerda ligeramente a  juego de Capcom Buster Bros.) completando puzles. Una vez más, a diferencia de Puzzle Bobble, las misiones suelen ser más complejas que simplemente borrar los bloques de la pantalla. Algunos pueden requerir que el jugador realice ciertas tareas (como derribar naves espaciales hechas de bloques o evitar una serie de bloques parecidos a serpientes que se mueven alrededor de la pantalla). Las misiones se hacen progresivamente más difíciles. El objetivo del juego es llegar al volcán en el centro.
A diferencia de Puzzle Bobble, no hay paredes en el modo de un solo jugador. Si el jugador dispara un arma fuera de la pantalla, un objeto pesado (como una bala de cañón) caerá sobre su personaje, reduciendo la salud del jugador.
Los personajes desbloqueables pueden ganarse alcanzando ciertos puntos en el mapa. No es necesario completar cada rompecabezas para llegar al centro, sin embargo esta es la única manera de desbloquear los tres personajes.

## Otros modos de juego

### Multijugador
En todos los modos multijugador, la barrera que separa a los dos jugadores se abrirá periódicamente. Los jugadores pueden aprovechar esta oportunidad para disparar entre sí con su Bazooka en un intento de reducir su salud y, en última instancia, eliminarlos del juego.
1. Deathmatch - Ambos jugadores comienzan con 2 vidas e intentan sobrevivir el mayor tiempo posible. El jugador que es eliminado primero pierde.
2. Don't Drop Em - El primer jugador para permitir que un bloque caiga libremente en el agua pierde.
3. Star Collection - Primera persona que recoge 5 victorias de estrellas .
4. Tide Trial - Tratar de sobrevivir el mayor tiempo posible con el agua en constante aumento.
5. One line for two - Cuando algunos bloques se destruyen los bloques enemigos bajan. El objetivo es destruir bloques lo suficientemente rápido como para que el enemigo no pueda destruirlo a tiempo y acabe siendo aplastado.
6. Star race - El objetivo es disparar objetivos (más objetivos destruidos significa que un jugador llegará más rápido a la línea de meta) y sobrevivir más tiempo que el enemigo o llegar al final y recoger la estrella.
7. Supervivencia - Los bloques estándar bajan más rápido que de costumbre, pero no deben tocar el agua.
8. Fight - Sólo hay bloques hinchables y muertos en este modo. El objetivo es matar al enemigo. No hay estrellas en este modo, sólo cajas.

Un solo jugador
1. Torneo -Competición. Todos los Hi-Scores son sólo para este modo. En realidad, son algunas misiones del modo Puzzle. Cuando una de esas misiones se completa, aparecerá en el modo Torneo.
2. Rompecabezas: recorrer el mapa y completar 60 misiones. Cuando se completan todas las misiones, se desbloquearán 3 nuevos caracteres. Durante el modo Puzzle, algunas misiones se pueden desbloquear para el modo de torneo.
3. Jugador vs CPU - Juega un juego contra la computadora.

## Personajes
El juego se juega con nueve caracteres:
- Boggy B
- Suzette
- Chuck
- Ethel
- Calvin
- Stavros
- Fletcher
- Rocky
- Superfrog

Tres de ellos deben ser desbloqueados, y la mayoría de los personajes son en realidad armas de animales de los gusanos originales. Cada personaje tiene un barco único, y las estadísticas diferentes para la cantidad de salud, velocidad del barco, velocidad de apuntamiento retículo, velocidad de giro y tamaño del barco.

## Modo BLAST
En modo Multijugador, cuando los bloques estándar producen una reacción en cadena (más de 10 bloques deben ser destruidos), el jugador debe recoger los frutos que caen (cada bloque se convierte en una fruta después de ser destruido). Si un jugador recolecta estos frutos (10 o más) una carta de palabra BLAST en la parte inferior de la pantalla se coloreará. Cada color representa una letra:
- Para B - rojo
- Para L - amarillo
- Para A - púrpura
- Para S - verde
- Para T - naranja

Cuando se llenan todas las letras, comienza el modo BLAST. Todos los bloques en el lado del jugador de la pantalla desaparecen y los objetivos comienzan a caer en paracaídas. Disparar un objetivo produce un Cajón de Armas. El modo BLAST dura aproximadamente 30 segundos antes de que el juego continúe como de costumbre. Durante el modo BLAST en modo Multijugador el oponente no puede atacar con armas de cajas y la barrera de madera no se abre, pero pueden enviar la bazuca por encima de la barrera.
El modo BLAST no se incluyó en la versión Game Boy Advance. 